# Lauflicht

Lauflicht

Bei einem Lauflicht nehmen in einer Kette von Lichtquellen jeweils die nachfolgenden Lichtquellen in einer Richtung nacheinander einen leuchtenden Zustand an, so dass der Eindruck entsteht, die Lichtquelle selbst bewege sich.
Lauflichter besitzen einen hohen Aufmerksamkeitsfaktor, da sie als scheinbar bewegtes Objekt besser wahrgenommen werden. Verwendet werden sie deshalb in der Werbung und an Stellen, die die Aufmerksamkeit besonders erfordern, z. B. in Warnsystemen. Häufig werden Lauflichter aller Art auch als Showeffekte in der Unterhaltungsindustrie, Fahrgeschäften, Heimgebrauch und Jahrmarktsbuden verwendet.
Konnten in den Anfängen einfache Lauflichter auf elektromechanischem Wege, z. B. über motorgetriebene Walzen realisiert werden, setzten sich doch bald rein elektronische Lösungen durch. Heute werden Lauflichter meist von Mikroprozessoren gesteuert. Damit sind auf recht einfache Weise weit vielfältigere und aufwendigere Lauflichtvarianten möglich.